# Shafter (Califórnia)
Shafter é uma cidade localizada no estado americano da Califórnia, no condado de Kern. Foi incorporada em 20 de janeiro de 1938.

## Geografia
De acordo com o United States Census Bureau, a cidade tem uma área de 72,3 km², onde todos os 72,3 km² estão cobertos por terra.

### Localidades na vizinhança
O diagrama seguinte representa as localidades num raio de 24 km ao redor de Shafter.

## Demografia
Segundo o censo nacional de 2010, a sua população é de 16 988 habitantes e sua densidade populacional é de 234,76 hab/km². Possui 4 521 residências, que resulta em uma densidade de 62,48 residências/km².

## Lista de marcos
A relação a seguir lista as entradas do Registro Nacional de Lugares Históricos em Shafter.
- Green Hotel
- Santa Fe Passenger and Freight Depot
- Shafter Research Station